# Catedral de San Vicente y Santiago (Breslavia)
La Catedral de San Vicente y Santiago o simplemente Catedral greco católica de Breslavia (en polaco: Katedra św. Wincentego i św. Jakuba) Es el asiento de la catedral católica griega de la eparquía de Breslavia-Koszalin (Wrocław) en Polonia. La catedral, situada en el casco antiguo, es una iglesia de estilo gótico.
La iglesia fue fundada por el duque Enrique II el Piadoso junto con un monasterio para los franciscanos traídos de Praga alrededor de 1240, quizás incluso tan pronto como 1232 o 1234. Inicialmente fue llamada en honor de Santiago y construida en el estilo románico. Muy pronto en su construcción la cripta se convirtió en el lugar de entierro de su fundador, que fue asesinado en 1241 luchando contra los mongoles en la batalla de Legnica. En esta iglesia, mencionada como terminada en 1254, el 16 de diciembre de 1261 se anunció una nueva carta de fundación para la ciudad en virtud de la Ley de Magdeburgo, lo que permitió un mayor desarrollo de Wrocław.
Después de la orden de secularización de Prusia de 1810, San Vicente se convirtió en una iglesia parroquial y los edificios del monasterio se convirtieron en oficinas judiciales. En los últimos días de la Segunda Guerra Mundial, durante el asedio de Breslau, la iglesia sufrió graves daños. La torre se derrumbó, junto con parte de la pared lateral y bóvedas, y la mayoría de los muebles interiores fueron destruidos o saqueados. La famosa Capilla de Hochberg fue quemada en una incursión el Domingo de Pascua de 1945. Después de la guerra, los puestos del coro, que habían sobrevivido en buenas condiciones, fueron trasladados a la Catedral. La iglesia reconstruida (cuya torre y cúpula fueron reconstruidas solamente en los años 80), durante un tiempo sirvió  temporalmente como la iglesia de la guarnición. En 1997 el papa Juan Pablo II y el cardenal Henryk Gulbinowicz entregaron la iglesia para que fuese la sede del Eparquía católica griega de Wrocław-Gdańsk. En 1999, la reconstrucción básica de la iglesia fue finalmente terminada. La ruinosa Capilla de Hochberg fue restaurada entre 2012 y 2013.

## Véase también

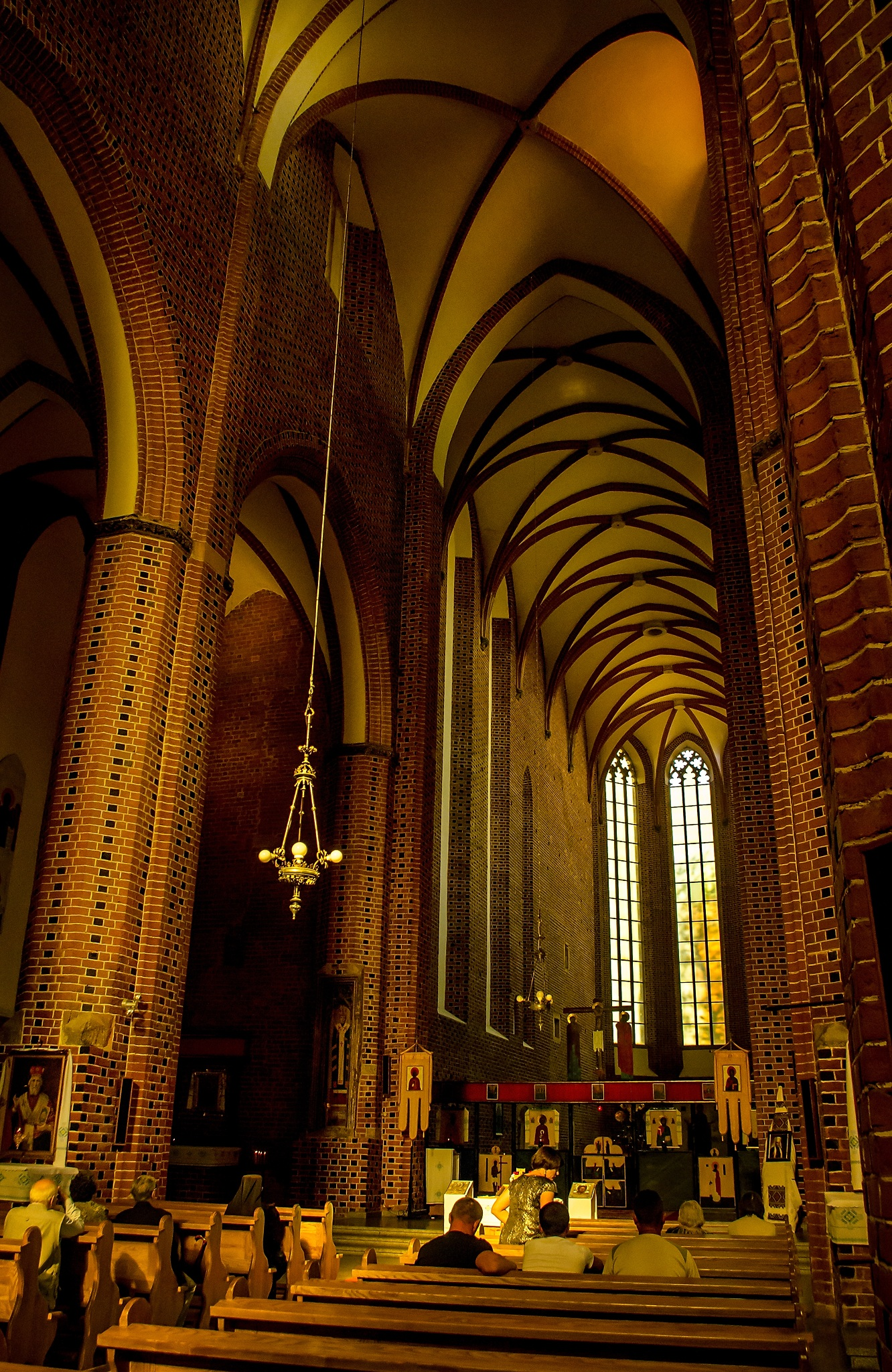
Vista interna